# Spominski znak ob peti obletnici vojne za Slovenijo
Spominski znak ob peti obletnici vojne za Slovenijo je spominski znak Slovenske vojske, ki je podeljen aktivnim udeležencem slovenske osamosvojitvene vojne; znak je bil ustanovljen leta 1996.

## Kriteriji
Znak se podeljuje pripadnikom Slovenske vojske (stalna in rezervna sestava), ki so sodelovali v bojnih akcijah v slovenski osamosvojitveni vojni in so za svoje aktivno sodelovanje predhodno prejeli spominski znak MORS ali so aktivno sodelovali v aktivnostih TORS v obdobju od 15. maja do 26. oktobra 1991 in so prejeli spominski znak MORS.
Upravičenec do spominskega znaka lahko prejmejo le en primerek, ne glede na dejstvo, koliko spominskih znakov so prejeli za aktivno sodelovanje v slovenski osamosvojitveni vojni.